# José Eduardo dos Santos
José Eduardo dos Santos (Luanda, 28 de agosto de 1942-Barcelona, 8 de julio de 2022) fue un político y militar angoleño que se desempeñó como presidente de Angola entre 1979 y 2017. Como presidente, fue también el comandante en jefe de las Fuerzas Armadas de Angola (FAA) y presidente del MPLA (Movimiento Popular para la Liberación de Angola), el partido que gobierna el país desde la independencia del país, en 1975. Durante los últimos años de su mandato fue el segundo jefe de Estado en el cargo con más tiempo en el poder de África, superado solo por Teodoro Obiang de Guinea Ecuatorial.
Después de la muerte de Neto en 1979, dos Santos fue elegido por el MPLA como el nuevo presidente del país, apoyado por la Unión Soviética y heredero de una guerra civil contra los rebeldes anticomunistas respaldados por Occidente, sobre todo UNITA. En 1991, su gobierno acordó con los rebeldes introducir un sistema multipartidista, al tiempo que cambiaba la ideología del MPLA del comunismo a la socialdemocracia. Fue elegido presidente en las elecciones generales angoleñas de 1992 sobre el líder de la UNITA, Jonas Savimbi, y presidió la liberalización económica del libre mercado y el desarrollo del sector petrolero de Angola. En 1997, contribuyó a una invasión rebelde del vecino Zaire durante la primera guerra del Congo, que condujo al derrocamiento del aliado congoleño de la UNITA, Mobutu Sese Seko, y a la instalación de Laurent-Désiré Kabila como Presidente de la República Democrática del Congo ese mismo año. Durante la segunda guerra del Congo, de 1998 a 2003, apoyó al gobierno de Kabila y más tarde al de su hijo Joseph contra varios grupos rebeldes aliados con la UNITA. El MPLA logró la victoria en la guerra civil en 2002 tras la muerte de Savimbi. Tras ganar un segundo mandato presidencial en las elecciones de 2012, se retiró de la presidencia en 2017, sucedido por su compañero de partido João Lourenço como presidente.
Dos Santos es considerado una figura controvertida dentro de la política angoleña, recibió muchos premios internacionales por su compromiso con el anticolonialismo y la promoción de las negociaciones de paz con los rebeldes para poner fin a las guerras, y fue elogiado por atraer importantes inversiones extranjeras a la economía de Angola. Fue criticado por haber sido considerado un dictador y fue acusado de crear uno de los regímenes más corruptos de África, con una red clientelar profundamente arraigada.

## Biografía

### Primeros años
Fue hijo de Avelino Eduardo dos Santos, y su esposa Jacinta José Paulino, originarios de Santo Tomé y Príncipe. Asistió a la escuela primaria en su barrio en Luanda, e hizo su bachillerato en el Liceo Salvador Correia.
A los 18 años de edad se unió al MPLA que entonces era uno de los movimientos anticoloniales que luchaban por la independencia de Angola. Debido a la represión del gobierno colonial, entró en auto-exilio en la República del Congo en 1961. Allí colaboró con el MPLA que tenía su dirección en Brazzaville. Para continuar con su educación, se trasladó a la Unión Soviética, donde recibió su título de grado en la especialidad petroquímica de su profesión en Bakú, Azerbaiyán. Durante sus estudios, se casó con la azerbaiyana Tatiana Kukanova, con quien tuvo una hija, Isabel dos Santos.

### Independencia de Angola
En 1970 regresó a Angola, que todavía era un territorio portugués, y se unió a las fuerzas armadas del MPLA, el EPLA (Ejército Popular para la Liberación de Angola, a partir de 1974 llamado FAPLA, Fuerzas Armadas Populares para la Liberación de Angola), convirtiéndose en un transmisor de radio en la segunda región político-militar del MPLA que organizaba, a partir de la República del Congo, actividades de guerrilla en la provincia de Cabinda. En 1974, fue ascendido a subjefe del servicio de telecomunicaciones de la segunda región. Se desempeñó como representante del MPLA en Yugoslavia, la República Democrática del Congo y la República Popular China, antes de ser elegido miembro del Comité Central, y el Buró Político del MPLA en la provincia de Moxico, en septiembre de 1974.
Fue nombrado Coordinador del Departamento Exterior del MPLA en 1974, oficiando de una especie de canciller que ejerció la representación diplomática de ese movimiento revolucionario en varias capitales africanas. Su tarea era conseguir el apoyo internacional para los reclamos de independencia con que Luanda presionaba a Lisboa.

### Presidente de la República Popular de Angola (1979-1992)

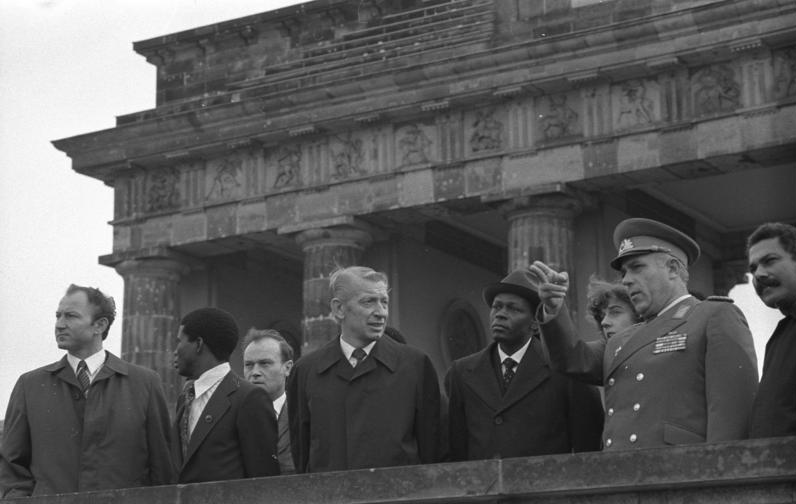
Dos Santos en Berlín, durante una visita de Estado a la República Democrática Alemana (1981).

#### Llegada al poder

Bandera del MPLA.

Bandera de Angola, derivada de la anterior.

Sin dejar su actividad política en el MPLA ni su tarea como canciller angoleño, dos Santos agregó a sus preocupaciones una esforzada labor en pro del desarrollo de la cultura, la educación y la reconstrucción de su país, devastado por las hambrunas, las pestes y la guerra civil. Esto le valió el nombramiento como ministro de Planeamiento en 1978. En 1979, luego de la muerte del primer presidente, Agostinho Neto, Dos Santos asumió la Presidencia interinamente, hasta su nombramiento oficial el 21 de septiembre.

#### Gobierno durante la guerra civil
El recién nombrado presidente debió dedicarse al urgente problema de lograr un acuerdo de paz entre ambas organizaciones armadas. Ambos ejércitos estaban apoyados por tropas de diversos países extranjeros: el MPLA por Cuba y la UNITA por Sudáfrica. Al mismo tiempo, comenzó entonces un período de transición conducido por el presidente Dos Santos, que en teoría incluye un paso progresivo hacia una democracia abierta, con pluralismo político y el abandono del sistema comunista para ingresar en una verdadera economía de mercado.
Pretoria lanzó un ataque aéreo a gran escala el 26 de septiembre de 1979, seis días después de que dos Santos asumiera la presidencia de la República de Angola. La ciudad de Lubango, situada a 350 km de la frontera, fue bombardeada (se destruyeron las infraestructuras, los puentes y los túneles del ferrocarril, así como la carretera de la Serra da Leba). Con la llegada de Ronald Reagan al poder en Washington, Sudáfrica intensificó su ofensiva en Angola. En diciembre de 1980, se lanzó la operación "Smokeshell" contra las provincias del sur de Angola, Cunene y Kuando-Kubango, con medios comparables a los de la invasión de 1975.
A partir de mediados de la década de 1980, Eduardo Dos Santos buscó soluciones diplomáticas. En marzo de 1984, viajó a Cuba y emitió un comunicado conjunto con Fidel Castro en el que exigían, a cambio de la salida de las tropas cubanas de Angola, la retirada de las fuerzas militares sudafricanas de Angola, la independencia de Namibia ((colonizada por Sudáfrica) y el fin del apoyo político y logístico a la UNITA. Sin embargo, este comunicado tuvo el efecto contrario, y Ronald Reagan intensificó su apoyo a la UNITA. En 1986, Estados Unidos llegó a entregar a los rebeldes misiles tierra-aire FIM-92 Stinger, que fueron utilizados para derribar dos aviones de la ONU en la década de 1990.
El 31 de mayo de 1991, José Eduardo dos Santos firmó un acuerdo de paz con su oponente. En las primeras elecciones libres y multipartidistas organizadas en 1992 bajo la supervisión de las Naciones Unidas, después de 16 años de enfrentamientos en los que murieron hasta 500.000 personas,dos Santos llevó a su bando a la victoria en las elecciones legislativas frente al principal partido de la oposición, UNITA. En las elecciones presidenciales celebradas ese mismo año, Eduardo dos Santos se impuso a Jonas Savimbi, líder de UNITA, pero no obtuvo la mayoría absoluta necesaria en la primera vuelta (49,57% de los votos para dos Santos frente al 40,6% de Savimbi). Savimbi se negó a reconocer su derrota y volvió a tomar las armas, enviando a Angola a una nueva guerra civil en la que murieron 30.000 personas.
El 19 de mayo de 1993, las autoridades estadounidenses decidieron suspender su apoyo a UNITA y reconocer oficialmente a José Eduardo dos Santos y al gobierno del MPLA como órganos ejecutivos oficiales de la República de Angola. En abril de 1997, la Unita "legal" se unió al Gobierno de Unidad Nacional (GURN), que gobernó el país hasta las elecciones de 2008. Uno de los antiguos líderes de la Unita, Geraldo Sachipengo Nunda, fue ascendido a jefe de Estado Mayor del nuevo ejército nacional y permaneció en el cargo durante diez años.

### Presidente de la República de Angola (1992-2017)

#### La muerte de Savimbi y el fin de la violencia
La tregua definitiva entre el MPLA y la UNITA solo pudo alcanzarse en 2002, cuando el líder de esta última, Jonás Savimbi, negando nuevamente los resultados electorales que habían dado un claro triunfo al MPLA, cayó abatido por las Fuerzas Armadas Angolanas, formadas por las antiguas FAPLA (ejército del MPLA). Desaparecido el belicoso dirigente, por fin dos Santos pudo proponer y alcanzar un alto el fuego con la organización guerrillera, la cual a su vez, muy debilitada por las deserciones y la mala imagen por los crímenes cometidos por inspiración de Savimbi, correspondió abandonando oficialmente la lucha armada y convirtiéndose en un partido político de oposición.
En 1990, con el fin de la Guerra Fría, el MPLA adoptó la socialdemocracia como ideología oficial y aplicó una política económica liberal patrocinada por el FMI, al tiempo que integraba en su dirección a altos cargos del FNLA.
El país sale de décadas de guerra civil en la ruina económica: inflación de tres dígitos, devaluación de la moneda nacional, elevada deuda, dependencia de las importaciones de alimentos, opacidad en la gestión de los ingresos del petróleo.

#### Los desafíos futuros
La tarea de dos Santos o los gobernantes que lo reemplacen no será fácil debido a los serios problemas que aquejan al país.
Entre ellos destaca la gravísima crisis humanitaria, producto de la prolongada guerra civil e internacional que sobrellevó Angola, la abundancia de campos de minas por el mismo motivo y las acciones de los grupos guerrilleros que aún luchan e insisten en la independencia del septentrional Exclave de Cabinda. Estos últimos (en especial el Frente para la Liberación del Enclave de Cabinda, FLEC) se apoyan en tropas congoleñas, lo cual introduce un elemento de perturbación adicional en la región.
Lideró un ambicioso plan de reconstrucción nacional que incluyó la construcción de decenas de fábricas en la Zona Económica Especial de Viana (varias de estas fábricas fueron inauguradas el 26 de mayo de 2011) y el impulso a la construcción de más de 200 mil viviendas en el país, con énfasis en los pobres, aunque al mismo tiempo, en Luanda se erigen nuevos y fastuosos edificios por empresas chinas y brasileras. Empresas de todo el mundo invierten en Angola, en la minería, el petróleo y en negocios donde el gobierno angoleño se reserva la mayor participación.

#### Corrupción gubernamental
La caótica liberalización de la economía desde los años 90 ha provocado un aumento de las desigualdades. Los rascacielos y los proyectos de "bling-bling" destinados a satisfacer a la nueva burguesía florecen en la capital, en detrimento de la mejora de la calidad de vida de la población. La nueva élite vinculada a las ganancias del petróleo invierte poco a nivel local y prefiere inyectar miles de millones de dólares en operaciones especulativas en el extranjero o en la adquisición de acciones de grupos financieros internacionales.
Dos Santos ha sido acusado de liderar uno de los regímenes políticos más corruptos de África, ignorando las necesidades sociales y económicas de Angola, pues ha centrado sus esfuerzos en amasar una fortuna para su familia y en silenciar a la oposición, en tanto que el 70% de la población vive con menos de 2 dólares al día.
Se hizo rico cuando alcanzó el poder, pero solo empezó a amasar su increíble masa patrimonial durante y con posterioridad a las guerras civiles angoleñas. Cuando tuvo lugar el alto el fuego y amplios sectores de la economía fueron privatizados, Dos Santos tomó el control de varias compañías e industrias, gestionando asimismo la disposición de diversas industrias en el sector de los recursos naturales.

### Exilio
Tras su dimisión como presidente en octubre de 2017, optó por exiliarse en España, fijando su residencia en el barrio barcelones de Pedralbes en Cataluña.

### Fallecimiento
José Eduardo dos Santos falleció el 8 de julio de 2022 en una clínica de Barcelona en la que se encontraba hospitalizado tras haber sufrido un infarto el 23 de junio. El gobierno angoleño decretó cinco días de duelo nacional. Su cadáver fue trasladado a Angola para darle sepultura y honores en Ruanda. El traslado se produjo después de que el Juzgado de Instrucción número 11 de Barcelona autorizase devolver el cuerpo a Ana Paula, viuda de Dos Santos, tras la denuncia de los cinco hijos de dos Santos contra ella y el médico personal por sospecha de asesinato. Tras la autopsia, que  dictaminó la muerte natural de dos Santos, se produjo la decisión judicial. Los hijos de dos Santos manifestaron que 

que en los funerales de estado "deben darse las condiciones para la participación de toda su familia, jefes de Estado de todo el mundo, varios de los cuales ya manifestaron públicamente su intención de rendir homenaje a dos Santos. un último homenaje y esto es lo que los angoleños de buena fe de hecho merecen y quieren y no la vergüenza mundial a la que nos expone el jefe de gobierno de Angola para utilizar el cadáver de su antecesor como herramientas actividades de campaña política y/o cobertura de fraude electoral.

 aunque algunos de ellos querían un funeral íntimo en Barcelona y no uno de Estado "que podría favorecer al actual gobierno" en las elecciones del 24 de agosto de 2022, otros hijos estaban a favor de un funeral de Estado, pero después de las elecciones para respetar la neutralidad.
| Predecesor: Él mismo              | Presidente de la República de Angola 1992-2017         | Sucesor: João Lourenço |
| Predecesor: Lúcio Lara (Interino) | Presidente de la República Popular de Angola 1979-1992 | Sucesor: Él mismo      |